# Tolang Jae
Tolang Jae is een bestuurslaag in het regentschap Tapanuli Selatan van de provincie Noord-Sumatra, Indonesië. Tolang Jae telt 1348 inwoners (volkstelling 2010).